# Diga di Sıddıklı
La diga di Sıddıklı è una diga della Turchia. Si trova nella provincia di Kırşehir.

## Fonti
- (EN)  www2.dsi.gov.tr/tricold/siddikli.htm Archiviato il 26 settembre 2007 in Internet Archive. Sito dell'agenzia turca delle opere idrauliche